# 李彩恩
李彩恩（韓語：이채은，1981年11月14日—），韓國女演員。

## 演出作品

### 電視劇
- 2008年：KBS《三個爸爸一個媽》
- 2009年：MBC《HERO》
- 2014年：MBC《媽媽》飾演 鄭小姐
- 2015年：KBS《製作人》飾演 孫智妍
- 2015年：MBC《華麗的誘惑》飾演 鄭惠貞
- 2016年：MBC《再一次 Happy Ending》飾演 鄭雅妮
- 2016年：SBS 《浪漫醫生金師傅》飾演 陳敏靜
- 2020年：Channel A《Touch》飾演 金孝珍
- 2020年：SBS《無人知曉》飾演 洪恩珠
- 2021年：Wavve《既然這樣就去青瓦台》
- 2023年：ENA《纸之月》飾演 羅敏秀
- 2023年：TVING《残酷的实习生》飾演 李文靜

### 電影
- 2005年：《人民公敵續集》
- 2006年：《國境之南》
- 2009年：《手機》
- 2009年：《我很幸福》
- 2009年：《只是朋友？》
- 2010年：《奶奶強盜團》
- 2010年：《我的流氓愛人》
- 2010年：《方子傳》
- 2010年：《鬼》
- 2010年：《玉熙的電影》
- 2010年：《神鬼交易》
- 2011年：《我爱你（朝鲜语：그대를 사랑합니다 (영화)）》飾演 青年宋怡芬
- 2012年：《Romance Joe》
- 2014年：《當男人戀愛時》
- 2014年：《危險的傳聞》
- 2014年：《首爾愛戀》
- 2015年：《辦公室》
- 2019年：《怎麼就，結婚了（朝鲜语：어쩌다, 결혼）》飾演 吳惠珍
- 2019年：《證人 》飾演 鄭姸
- 2019年：《最普通的戀愛》飾演 京恩

## 外部連結
- 李彩恩的Instagram帳戶
- NAVER （页面存档备份，存于）